# Cirit

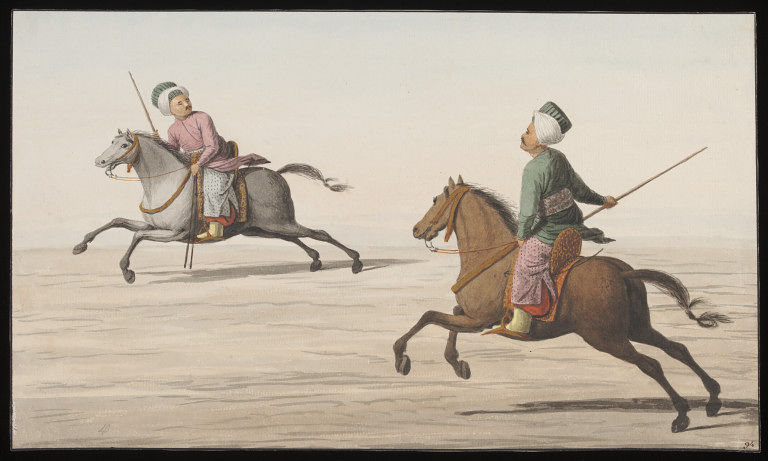
Deux cavaliers jouant au cirit (illustration de 1809).

Le cirit, jirit ou djirit, est un sport équestre d'équipe originaire de Turquie dont l'objectif est de marquer des points en lançant un javelot taillé dans du bois sur les cavaliers de l'équipe adverse. Ce sport a été introduit en Anatolie par les Turcs arrivés d'Asie centrale avec leurs chevaux, puis il s'est rapidement répandu dans tout l'Empire ottoman. Aujourd'hui, le cirit est surtout pratiqué dans l'est de la Turquie.
« Dans la plupart des cérémonies publiques où assiste le sultan, la marche se porte à l'Atmeydan. On voit aussi dans cette place les Turcs se livrer à une sorte d'exercice militaire appelé djirit. Deux ou plusieurs combattants montés sur des chevaux très vifs sont armés d'une baguette blanche d'environ quatre pieds de long qu'ils se lancent l'un à l'autre avec une grande violence. L'adresse consiste à éviter le coup et à poursuivre l'antagoniste dans sa retraite, à arrêter son cheval au galop, ou à se baisser assez sans quitter la selle pour ramasser le djirit à terre. Embarrassés dans leurs longs vêtements, et semblant devoir être énervés par leur genre de vie, les Turcs étonnent par l'agilité avec laquelle ils exécutent ces évolutions également fatigantes et dangereuses. Les jeunes gens à la mode s'étudient à exceller dans ce jeu auquel on les accoutume de bonne heure parce-qu'il est regardé comme une partie nécessaire de leur éducation. Le sultan actuel avant qu'il eût grossi s'en acquittoit, dit-on, avec beaucoup d'adresse et de grâce et l'emportoit même sur la plupart de ses courtisans. Sultan Soliman, fils d'Orcan, fut tué en se livrant à cet exercice. »
— Jacques Dallaway (en), Constantinople ancienne et moderne et description des côtes et isles de l'archipel et de la Troade, 1799.